# Ricardo Baccay

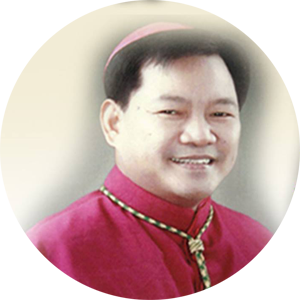

Ricardo Lingan Baccay (Tuguegarao, 3 april 1961) is een Filipijns rooms-katholiek geestelijke. Hij is de vierde aartsbisschop van het aartsbisdom Tuguegarao.
Baccay volgde de middelbare school aan het San Jacinto-seminarie en studeerde filosofie en theologie aan de Universiteit van Santo Tomas in Manilla. Hij behaalde vervolgens een Master of Arts aan het Lyceum van Aparri en een doctoraat in onderwijsmanagement aan de Universiteit van Manilla. Hij werd samen met bisschop Danilo Ulep van Batanes op 10 april 1987 tot priester gewijd door aartsbisschop Diosdado Talamayan.
Op 3 februari 2007 benoemde paus Benedictus XVI hem tot hulpbisschop van Tuguegarao en titulair bisschop van Gabala. Hij werd op 10 april 2007 tot bisschop gewijd door Fernando Filoni, apostolisch nuntius in de Filipijnen. Medewijders waren Diosdado Talamayan, aartsbisschop van Tuguegarao; en Sergio Utleg, toen bisschop van Laoag.
Op 20 februari 2016 benoemde paus Franciscus hem tot derde bisschop van het bisdom Alaminos in Pangasinan. Na drie jaar, op 18 oktober 2019, benoemde paus Franciscus hem tot vierde aartsbisschop van Tuguegarao in Cagayan, na het aftreden van aartsbisschop Sergio Utleg, waardoor hij terugkeerde naar de kerkelijke provincie van Tuguegarao. Hij werd geïnstalleerd op 14 januari 2020 en ontving het pallium, een symbool van autoriteit als metropoliet aartsbisschop, precies een jaar later.